# Philodromus naxcivanicus
Philodromus naxcivanicus là một loài nhện trong họ Philodromidae.
Loài này thuộc chi Philodromus. Philodromus naxcivanicus được miêu tả năm 2008 bởi Dmitri Viktorovich Logunov & Huseynov.